# Bedotia geayi
Bedotia geayi Pellegrin, 1907 è un pesce osseo d'acqua dolce appartenente alla famiglia Melanotaeniidae.

## Descrizione
Raggiunge una lunghezza massima di 9 cm. I maschi sono color oro con una striscia blu che va dalla coda all'occhio, mentre le femmine sono grigie con la stessa striscia. Entrambi i sessi possiedono alcune macchie rosse sulla punta della coda.

## Distribuzione e habitat
Questa specie è endemica del Madagascar orientale, più esattamente del fiume Mananjary e dei suoi tributari.
Il suo habitat sono le acque calme e ombreggiate dei torrenti.

## Biologia
Vive in gruppetti di individui della stessa taglia. I giovanili stazionano appena sotto la superficie dell'acqua mentre gli adulti preferiscono acque un po' più profonde.

## Acquariofilia
È talvolta allevata negli acquari dove è però molto più comune l'affine B. madagascarensis, con cui è spesso confusa.

## Conservazione
È minacciata dalle modificazioni dell'habitat (captazioni dei ruscelli e disboscamento) e dall'introduzione di specie aliene.